# Peter Gabriel (album 1980)
Peter Gabriel – trzeci album Petera Gabriela. Zawiera dwie piosenki, które dostały się do pierwszej dziesiątki list przebojów w Wielkiej Brytanii – „Games Without Frontiers” oraz piosenkę polityczną „Biko”, opowiadającą o Stevenie Biko, południowoafrykańskim anty-apartheidowskim działaczu, zamordowanym przez policję w 1977 roku. Album został poddany cyfrowemu remasteringowi w roku 2002.
Płyta ta bywa często nazywana Melt (z ang. topnieć, rozpuszczać się) z powodu swojej okładki.
Kolega Petera Gabriela z zespołu Genesis, Phil Collins, który przejął po nim funkcję głównego wokalisty w zespole, gra tu na perkusji w dwóch pierwszych utworach. Album jest pierwszym w historii, na którym została w pełni wykorzystana metoda perkusyjna zwana „gated reverb”. Pierwszy raz została zastosowana kilka lat wcześniej, np. na płycie Low Davida Bowiego. Jednak dopiero Peter Gabriel, po przypadkowym natknięciu się na tę metodę podczas przygotowań do nagrań utworu „Intruder”, zdecydował się na jej zastosowanie na całej płycie.
- W roku 1989, album uzyskał miejsce 45 w liście 100 najlepszych albumów lat 80. magazynu Rolling Stone
- W roku 2000, magazyn Q umieścił album na 53 miejscu w liście 100 najlepszych albumów brytyjskich.

## Lista utworów
Wszystkie utwory napisane przez Petera Gabriela.
1. „Intruder” – 4:54
2. „No Self Control” – 3:55
3. „Start” – 1:21
4. „I Don't Remember” – 4:41
5. „Family Snapshot” – 4:28
6. „And Through the Wire” – 5:00
7. „Games Without Frontiers” – 4:06
8. „Not One of Us” – 5:22
9. „Lead a Normal Life” – 4:14
10. „Biko” – 7:32

## Muzycy
- Peter Gabriel – śpiew, pianino, syntezator, instrumenty perkusyjne
- Kate Bush – chórki w utworach „No Self Control” i „Games Without Frontiers”, oraz niekredytowane w „I Don't Remember"
- Jerry Marotta – perkusja, instrumenty perkusyjne
- Larry Fast – syntezator
- Robert Fripp – gitara w utworach „I Don't Remember” oraz „Not One of Us"
- John Giblin – gitara basowa
- Dave Gregory – gitara
- Tony Levin – Chapman stick w utworze „I Don't Remember"
- Phil Collins – perkusja w utworach „Intruder” i „No Self Control”; werbel w utworze „Family Snapshot”; surdo w utworze „Biko"
- Dick Morrissey – saksofon
- Morris Pert – instrumenty perkusyjne
- David Rhodes – gitary, chórki
- Paul Weller – gitara w utworze „And Through the Wire"
- Dave Ferguson – odgłosy w utworze „Biko"